# Динкелшербен
Динкелшербен (њем. Dinkelscherben) град је у њемачкој савезној држави Баварска. Једно је од 46 општинских средишта округа Аугсбург. Према процјени из 2010. у граду је живјело 6.548 становника. Посједује регионалну шифру (AGS) 9772131.

## Географски и демографски подаци
Динкелшербен се налази у савезној држави Баварска у округу Аугсбург. Град се налази на надморској висини од 460 метара. Површина општине износи 67,7 km². У самом граду је, према процјени из 2010. године, живјело 6.548 становника. Просјечна густина становништва износи 97 становника/km².

## Међународна сарадња
| Мјесто   | Држава    | Врста сарадње | Од    |
| -------- | --------- | ------------- | ----- |
| Кунбаја  | Мађарска  | партнерство   | 1996. |
| Брунштат | Француска | партнерство   | 1980. |
| Извор    |           |               |       |